# 129196 Mitchbeiser
129196 Mitchbeiser è un asteroide della fascia principale. Scoperto nel 2005, presenta un'orbita caratterizzata da un semiasse maggiore pari a 2,3683234 UA e da un'eccentricità di 0,2192960, inclinata di 3,38682° rispetto all'eclittica.